# Louis Buffet
Louis Joseph Buffet (Mirecourt, 26 ottobre 1818 – Parigi, 7 luglio 1898) è stato un politico francese. È stato il Primo Ministro della Francia dal 10 marzo 1875 al 22 febbraio 1876.

## Biografia
Avvocato, viene eletto all'Assemblea costituente nel 1848 come repubblicano moderato, ma aderisce al Partito dell'Ordine dopo le giornate di giugno. Alla fine dell'anno diventa ministro dell'agricoltura e del commercio, rimanendo in carica fino al giugno successivo; torna poi a ricoprire lo stesso ruolo dall'aprile all'ottobre del 1851. Dopo il colpo di Stato del 2 dicembre 1851, viene anche imprigionato per breve tempo. Non si ripresenta alle elezioni del 1852 e poi per tre anni viaggia in Europa e in Inghilterra. 
Tornato in Francia si riavvicina alla politica, ma fallisce il tentativo di essere rieletto deputato nel 1857; torna all'Assemblea Nazionale nel 1864. Rieletto anche nel 1869, il 2 gennaio 1870 diventa Ministro delle Finanze, incarico dal quale si dimette nell'aprile in opposizione al plebiscito di aprile.
Dal 4 aprile 1873 al 2 marzo 1875 è Presidente dell'Assemblea Nazionale. Viene poi nominato Primo Ministro della Francia il 10 marzo 1875, alla guida di un governo che dura poco meno di un anno, fino al 22 febbraio 1876; nello stesso esecutivo è anche Ministro dell'interno a interim. Poche settimane dopo viene nominato senatore a vita.
Muore all'età di 79 anni il 7 luglio 1898.